# Nechbet
Nechbet (v egyptštině nḫbt znamená Nechebská) je staroegyptská bohyně, která je patronkou Horního Egypta. Je zobrazována jako supice, často společně s bohyní Vadžet jako Obě Paní. Nachází se na supí čelence nošené královnami a často doplňuje bílou korunu Horního Egypta. Na spojené koruně celého Egypta bývá společně s Vadžet. Může být zobrazována (stejně jako Vadžet) v lidské podobě, často ale mívá pak sama korunu Horního Egypta či supí čelenko na hlavě. Nechbet znamená "Nechebská", a to proto, že kult této bohyně byl nejsilnější právě v hornoegyptském městě Nechebu.
Zápis jejího jména často obsahuje hieroglyf W24 (hieroglyf v podobě hrnce) jako determinativ z neznámého důvodu.

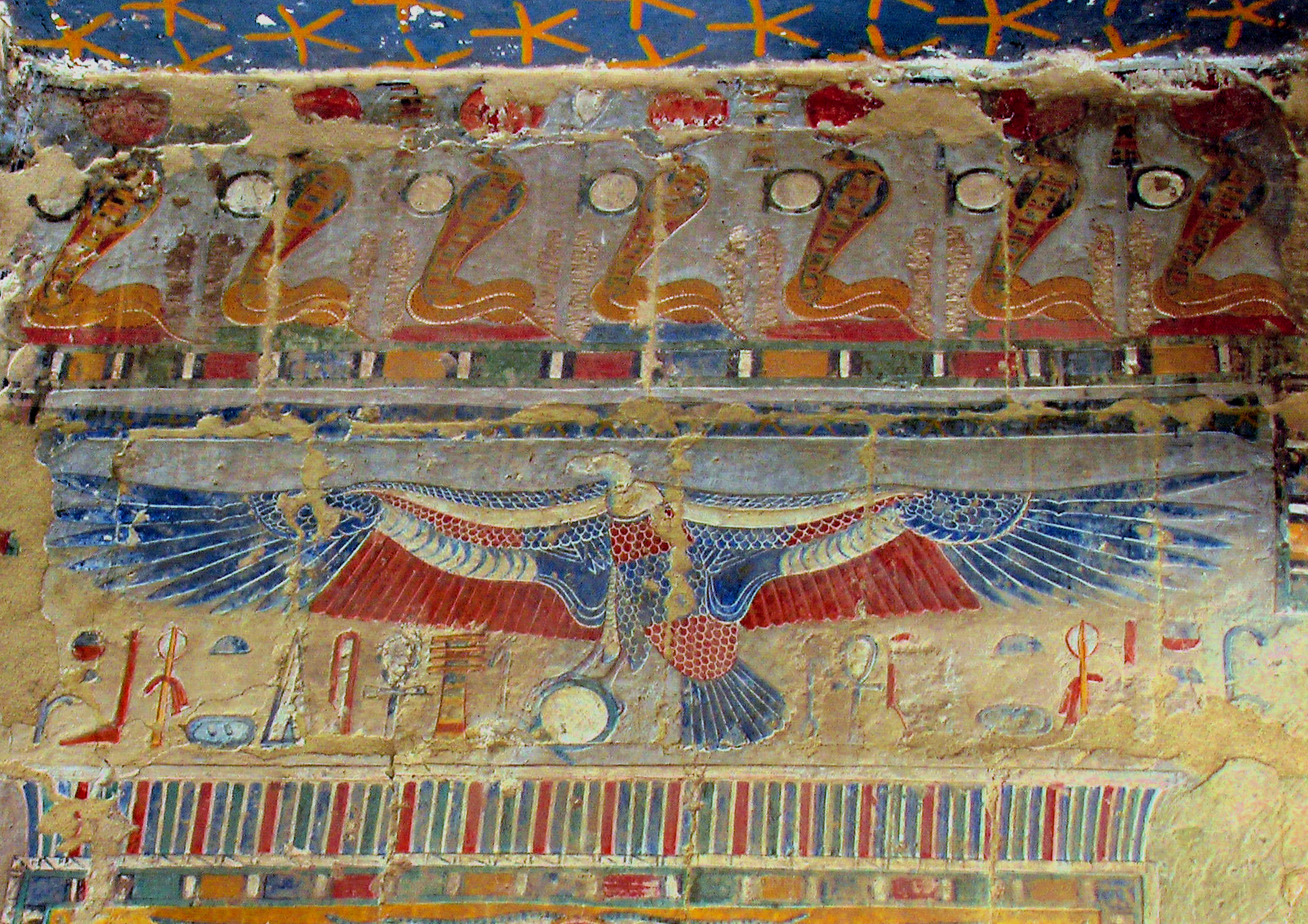
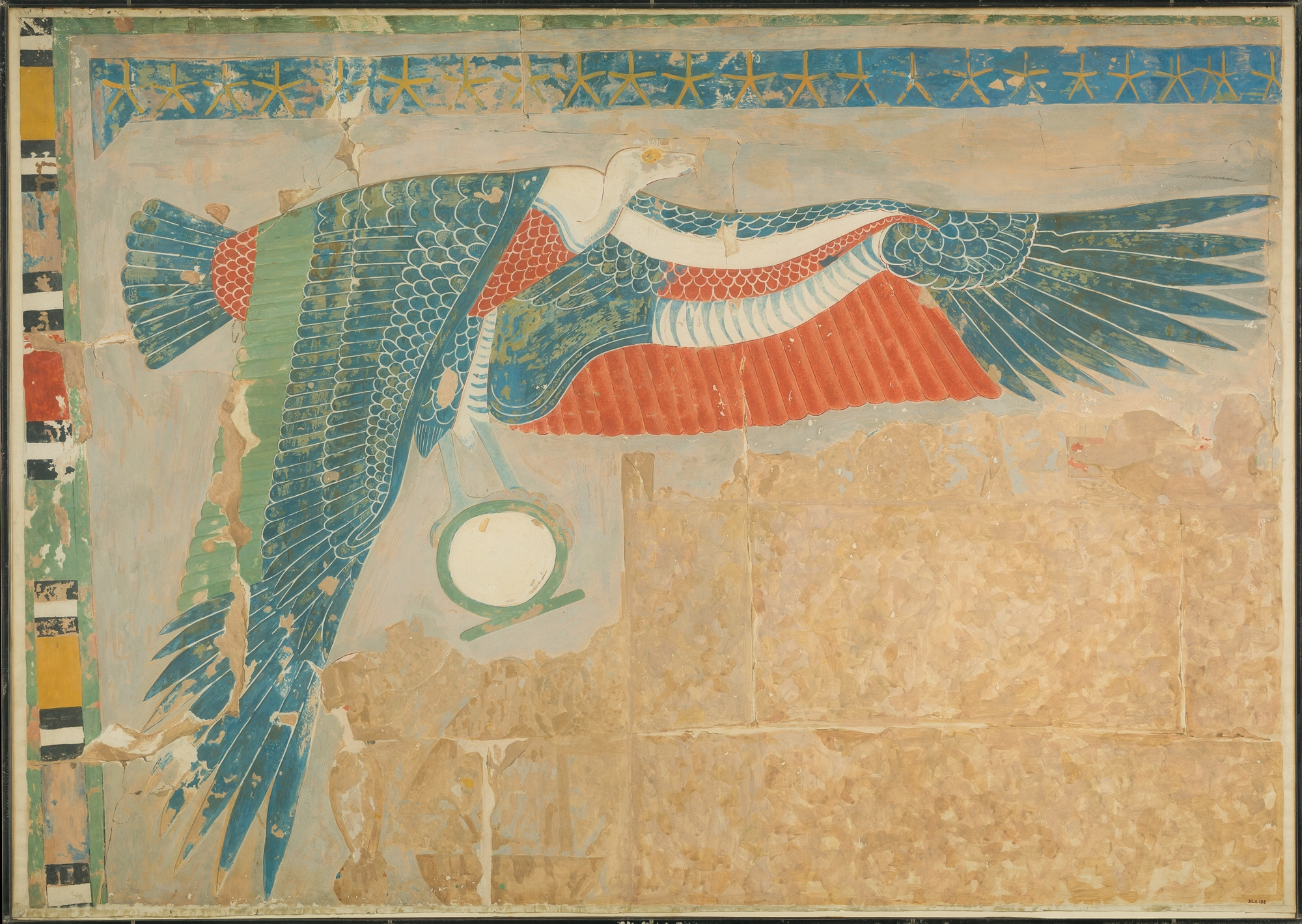
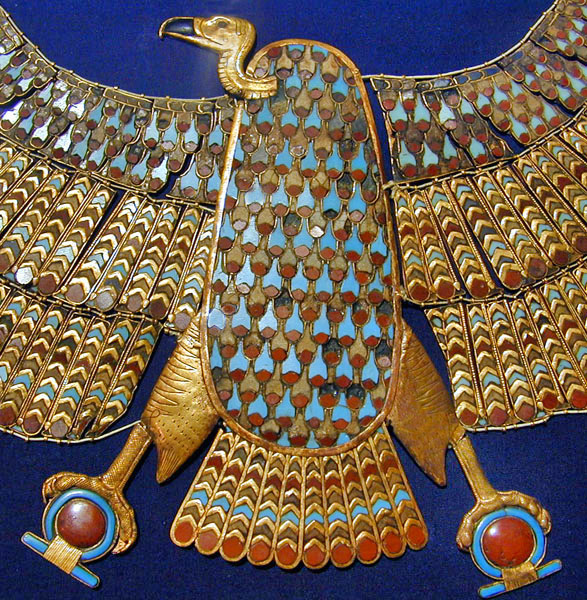
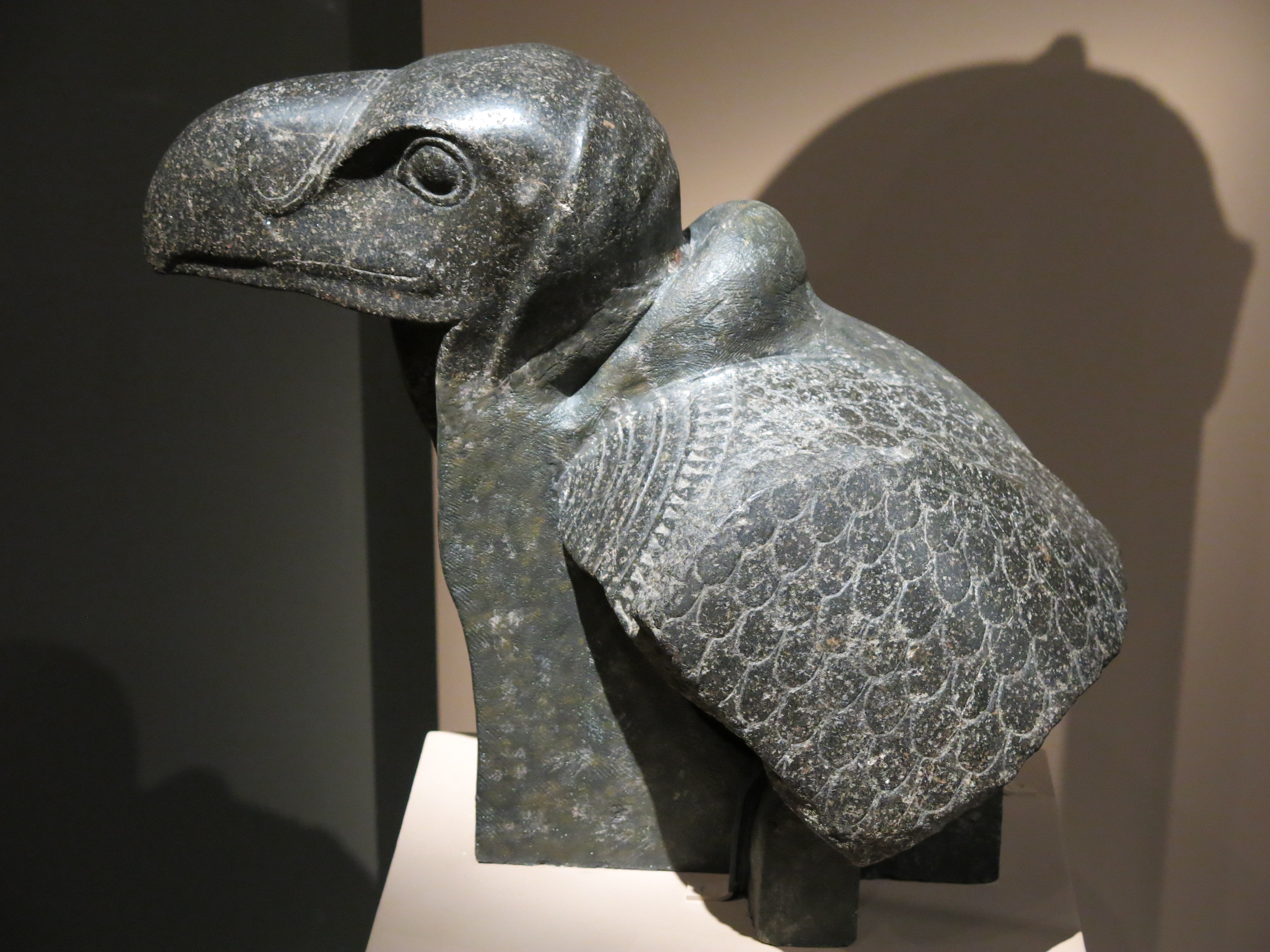
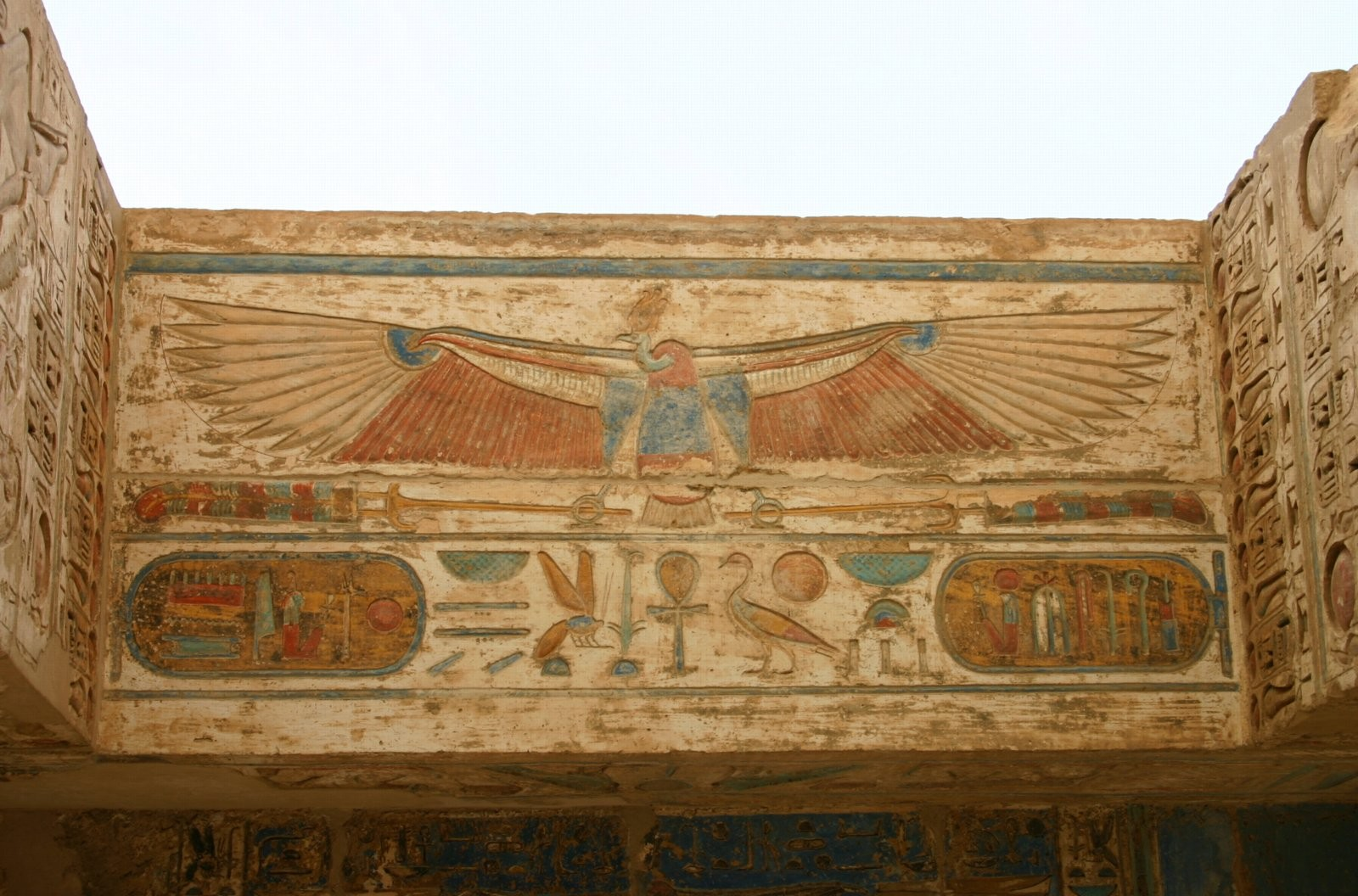
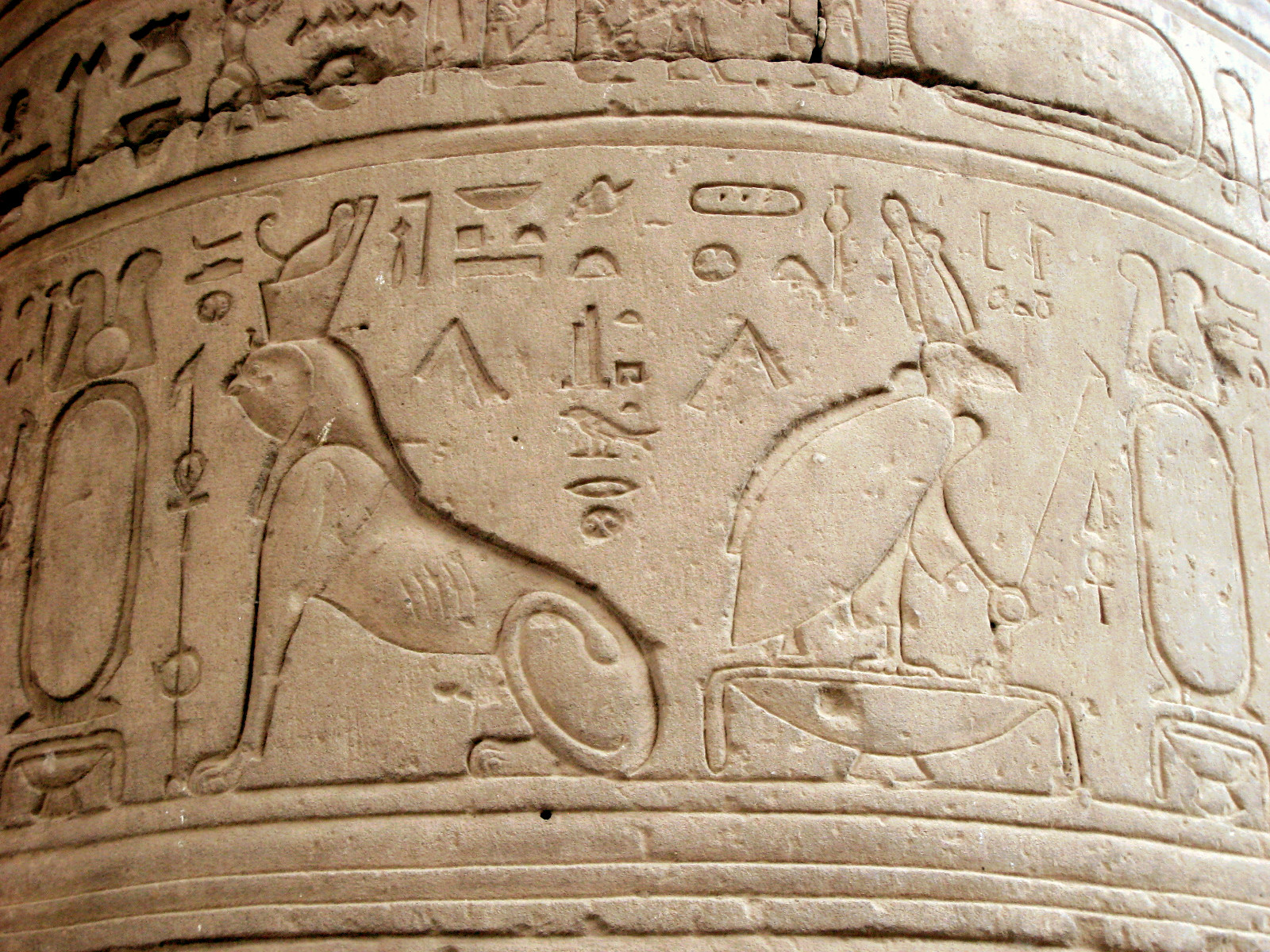
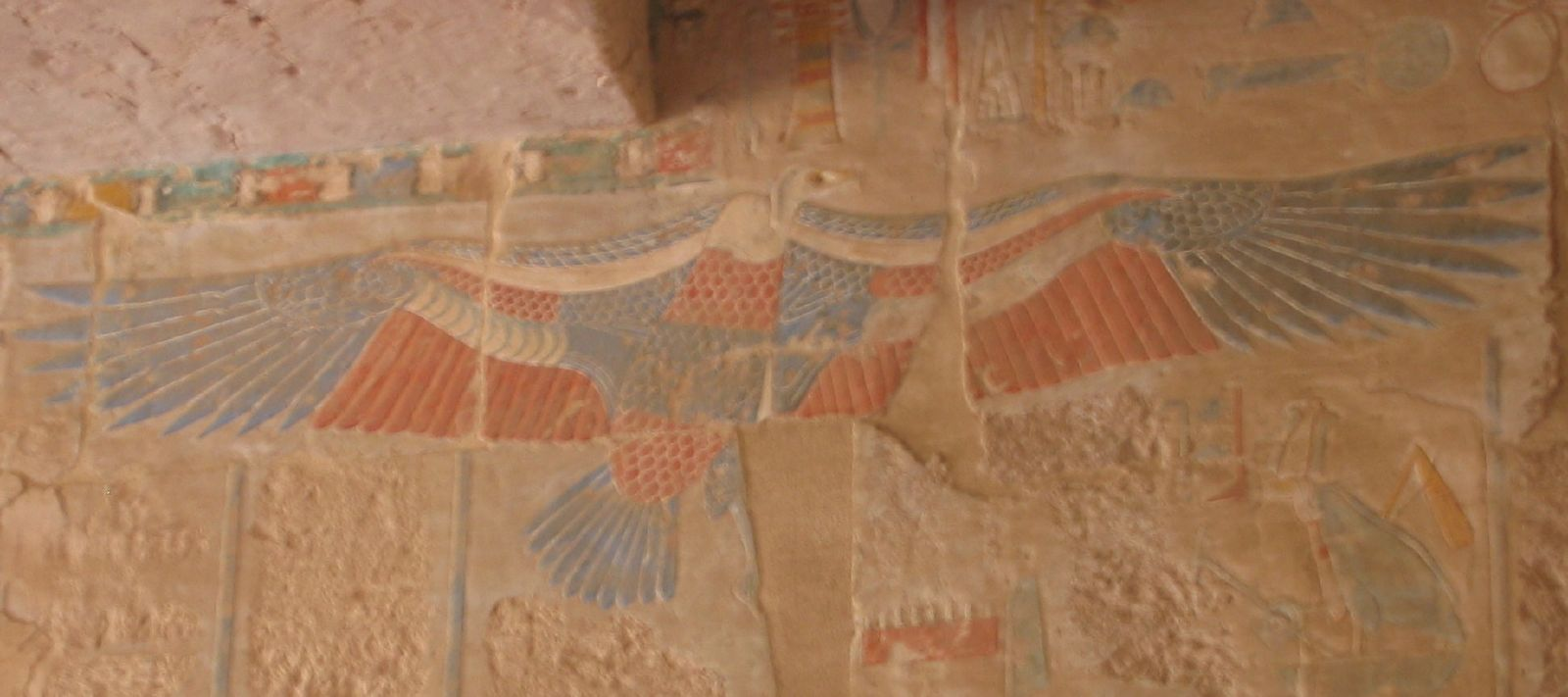
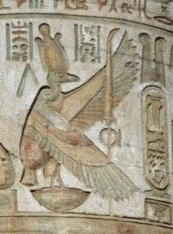
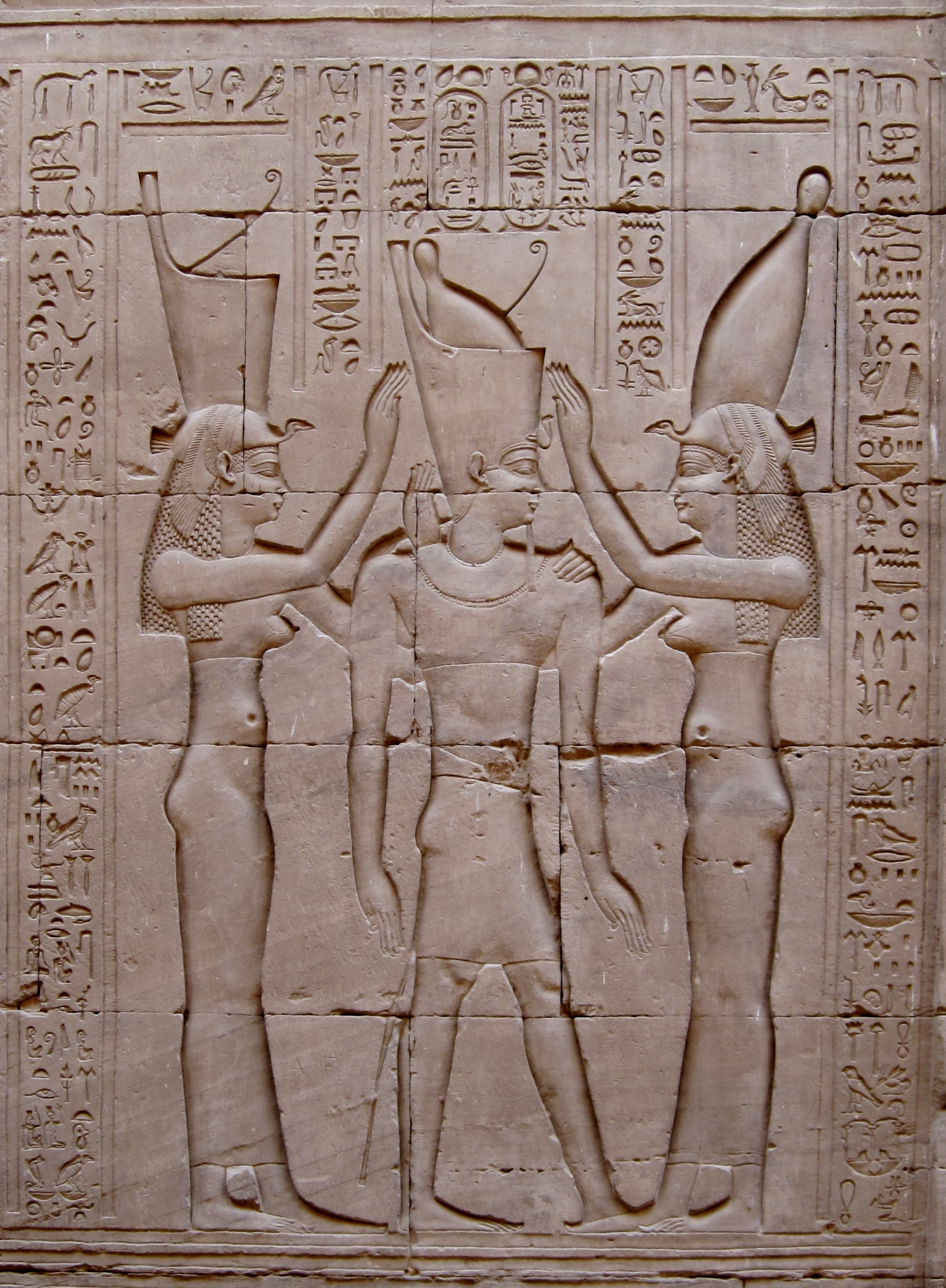